# دایدزئین
دایدزئین (انگلیسی: Daidzein) یا «۷-هیدروکسی-۳-(۴-هیدروکسی‌فنیل)-۴اچ-کرومن-۴-وان» ماده‌ای طبیعی است که منحصراً در سویا و سایر حبوبات یافت می‌شود و جزء ایزوفلاون‌هاست.
پژوهش‌های اخیر ارزش این ماده را در تسکین علائم یائسگی، پوکی استخوان، کلسترول خون و همچنین پائین آوردن احتمال برخی سرطان‌های وابسته به هورمون و بیماری‌های قلب نشان داده‌است.
دایدزئین آگونیست گیرندهٔ GPER است و به گیرنده استروژن هم متصل می‌شود.